# Kozovata, Ratne
Kozovata (în ucraineană Козовата) este un sat în comuna Samarî din raionul Ratne, regiunea Volînia, Ucraina.

## Demografie
Componența lingvistică a localității Kozovata
     Ucraineană (100%)
Conform recensământului din 2001, toată populația localității Kozovata era vorbitoare de ucraineană (100%).